# Monster Hunt
Monster Hunt (en chino: 捉妖记) es una película china de acción, fantasía, comedia y aventuras de 2015 dirigida por Raman Hui y protagonizada por Bai Baihe, Jing Boran, Jiang Wu y Elaine Jin. Fue estrenada en China el 16 de julio de 2015 en 3D e IMAX 3D, y en otros países como Malasia, Singapur, Corea del Sur y Japón. Tras su estreno se convirtió en un gran éxito comercial, rompiendo numerosos récords y ganando el título de la película más taquillera de China, antes de que The Mermaid superara sus cifras en 2016. En Norteamérica vio su estreno el 22 de enero de 2016 en 2D y 3D mediante la compañía cinematográfica FilmRise. Una secuela, titulada Monster Hunt 2, fue estrenada en China en 2018.

## Sinopsis
La película se desarrolla en la antigua China, donde los humanos coexistían junto a los monstruos. Una vez compartieron el mundo en paz y armonía hasta que los humanos los expulsaron de su hogar, ya que buscaban el dominio total de sus tierras. Recientemente, una guerra civil tuvo lugar en el Reino de los Monstruos, resultando en la usurpación del trono del Rey de los Monstruos por parte de un ministro traicionero, que llevó a la Reina de los Monstruos a buscar refugio en medio de un asentamiento humano. La historia comienza con Song Tianyin, un joven y nervioso jefe de una aldea, y una aspirante a cazadora de monstruos llamada Huo Xiaolan, quienes se embarcan en una aventura para proteger a los monstruos de la crueldad humana.

## Reparto

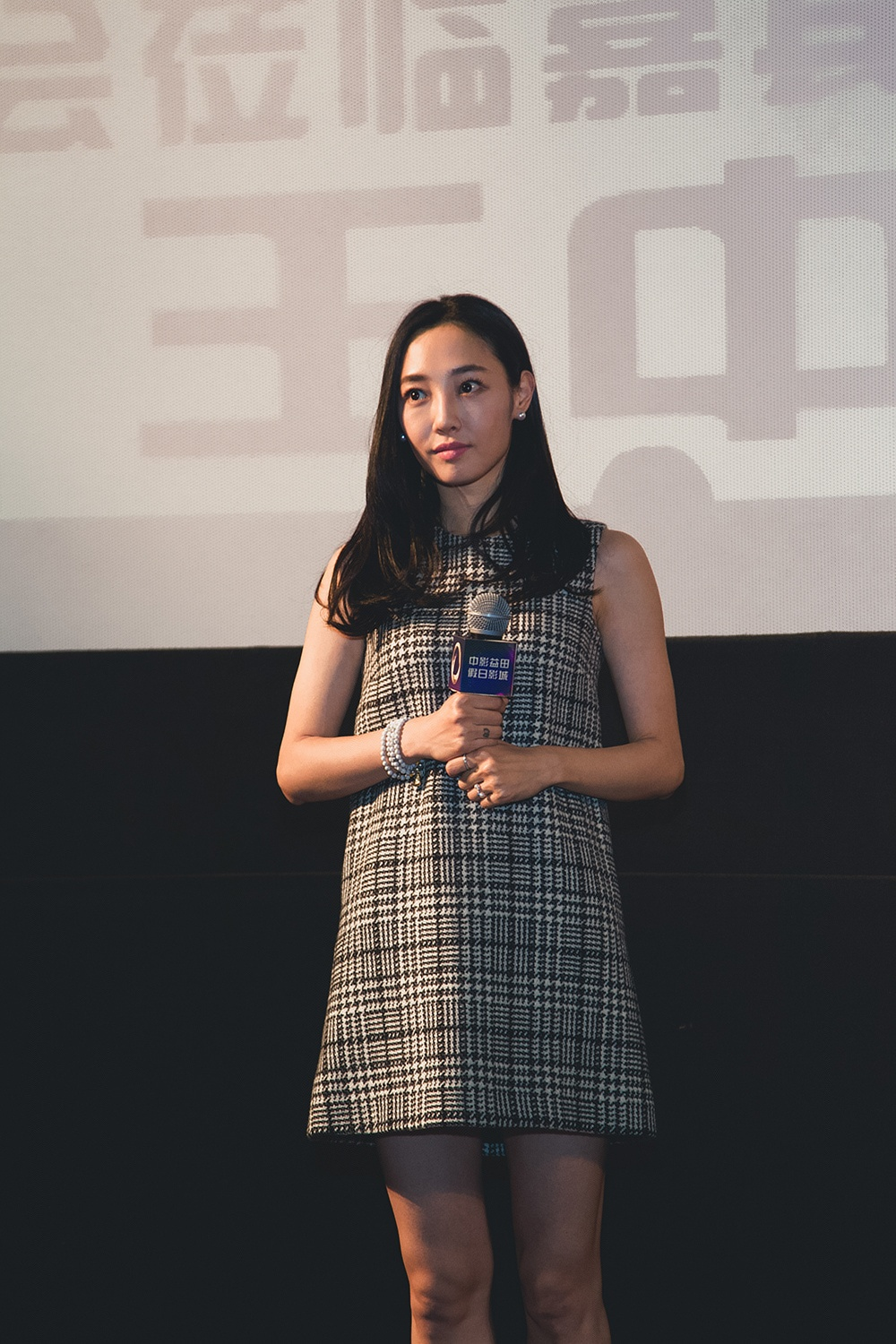
La actriz china Bai Baihe interpretó el papel principal de Huo Xiaolan en el filme

- Bai Baihe es Huo Xiaolan
- Jing Boran es Song Tianyin
- Jiang Wu es Luo Gang
- Elaine Jin es la abuela
- Wallace Chung as Ge Qianhu
- Eric Tsang es Gao
- Sandra Kwan Yue Ng es Ying
- Wei Tang es la dueña de la tienda
- Ni Yan es Luo Ying

## Estreno
En China, Monster Hunt originalmente iba a ser estrenada en febrero de 2015, durante el feriado del año nuevo chino. Sin embargo, tras el arresto de Kai Ko, actor que iba a interpretar uno de los papeles principales, gran parte de la película debió ser reemplazada y grabada de nuevo. Esto retrasó su estreno hasta el 16 de julio de 2015. En cuanto a su exhibición en cines de Estados Unidos y Europa, los productores se mostraron inicialmente escépticos y dudaron que pudiera encontrar un público general allí, ya que se creó para dirigirse a un público de habla china.
En septiembre de 2015, la compañía cinematográfica FilmRise adquirió los derechos de distribución de la película en América del Norte. En el mismo mes, el director Raman Hui habló a Forbes sobre la posibilidad de doblar la película en inglés, ya que el público más joven tendría dificultades para leer los subtítulos. En diciembre de 2015 se publicó una versión en inglés del tráiler y el 22 de enero de 2016 el filme fue estrenado en los Estados Unidos y Canadá en los formatos 2D y 3D. Terminó su recorrido por las salas de China el 17 de septiembre de 2015, siendo proyectada durante 59 días. Se estrenó en Corea del Sur el 12 de noviembre de 2015 en formato 2D.

## Recepción
En el sitio web especializado en reseñas Rotten Tomatoes, el filme tiene un 66% de aprobación, basado en 22 críticas con un promedio de 5.7 sobre 10. Tiene una puntuación del 53% en Metacritic, basada en 14 revisiones.
Elizabeth Kerr de The Hollywood Reporter se refirió a la cinta como «una aspirante a fantasía épica que es épicamente confusa». Edmund Lee del South China Morning Post le dio tres de cinco estrellas posibles, afirmando que es «un debut de acción en vivo distintivamente chino», pero que «aborda una letanía de clichés y es más atractivo como comentario cultural que como entretenimiento». Derek Elley, de Film Business Asia la calificó con siete puntos, llamándola «un entretenimiento familiar bien confeccionado que disfraza su falta de originalidad con efectos de animación de alta gama».
Escribiendo para el portal rogerbert.com, Simon Abrams le dio dos estrellas y media de cuatro posibles, asegurando que aunque «la historia nunca va a ningún sitio inesperado, realmente los padres deberían ver Monster Hunt con sus hijos. Es tonta, exagerada y perfecta para pasar el tiempo». En The A.V. Club cosechó una reseña mixta: «Monster Hunt combina un montón de cualidades: acción épica, elaborados efectos especiales, comedia y un estilo que podría describirse mejor como "agotador"».

## Secuela
La película tuvo una segunda parte, titulada Monster Hunt 2 y protagonizada por Tony Leung, Bai Baihe, Jing Boran, Li Yuchun y Tony Yang. Se estrenó en China el 16 de febrero de 2018. En febrero de 2017, el director Raman Hui y el productor Bill Kong discutieron acerca de una tercera y una cuarta película con el fin de convertir el proyecto en una franquicia. En 2018 ambos expresaron su deseo de realizar una tercera parte en formato de animación que pudiera servir como un potencial spin-off.